# 39 catégories d'activité
Les trente-neuf catégories d’activité de base (hébreu : ל"ט אבות מלאכה lamed thet avot melakha) énumérées dans le traité Chabbat sont les activités interdites le Shabbat (c'est-à-dire du vendredi au coucher du soleil jusqu'au samedi, à l'apparition des étoiles) sous peine de profaner la sainteté du jour. 
Elles définissent la notion de melakha (« activité », « tâche », « besogne ») s’appliquant aussi (avec quelques exceptions) aux fêtes juives prescrites par la Bible, appelées "Yom tov".
Ces mélakhot (pluriel de mélakha) sont appelées avot (littéralement : "pères"), et donnent lieu à des sous-catégories, appelées toledot (littéralement : "descendance"), correspondant à des travaux interdits du fait de leur proximité avec les melakhot.

## Aux sources des 39 catégories
La Torah, bien que prescrivant l’abstention de toute activité le Shabbat à plusieurs reprises, ne donne que trois exemples explicites : le travail des champs (labour et récolte, bien que selon Rabbi Ishmaël, cet interdit s’applique à l’année sabbatique), l’allumage de feu et le transport d’objets d'un domaine (reshout) à un autre domaine. Toutefois en Exode 39:43 le terme "ouvrage" (מלאכה) est utilisé pour exprimer l'ensemble des activités créatrices qui ont été utilisées pour la construction du Tabernacle (Bible)  ; ces ouvrages sont au nombre de 39 et les Sages en donnent la liste explicite dans la Michna chabbat 7:2.

### Les 39 travaux interdits à chabbat
Selon la Michna chabbat 7:2, ces activités sont :
1. Labourer/un champ
2. Semer/des graines
3. Moissonner (ou cueillir)/des fruits
4. Lier en gerbes (amasser)
5. Battre les céréales pour les dégager
6. Vanner au vent
7. Trier pour séparer grains et déchets
8. Passer au crible pour trier
9. Moudre/une graine ou une plante
10. Pétrir/le pain
11. Cuire au four/un plat
12. Tondre/le gazon
13. Laver la laine/laver un linge
14. Peigner la laine
15. Teindre la laine
16. Filer
17. Ourdir
18. Faire des boucles de tissage pour lier/un nœud
19. Tisser deux fils
20. Séparer deux fils de la trame
21. Faire un nœud
22. Défaire un nœud
23. Coudre deux points
24. Découdre
25. Capturer
26. Abattre la bête (tuer)
27. Écorcher ou dépecer
28. Tanner
29. Racler/gratter un fond de plat
30. Tracer des traits, régler, retirer les poils
31. Découper la peau
32. Écrire plus de deux signes ou lettres
33. Effacer plus de deux signes ou lettres (Gratter le parchemin pour écrire dessus)
34. Construire
35. Démolir (en vue de bâtir)
36. Éteindre un feu
37. Allumer un feu
38. Finir une œuvre
39. Transporter d’un domaine privé dans un domaine public, ou sur une distance de plus de quatre coudées dans le domaine public.